# Al-Kawthar

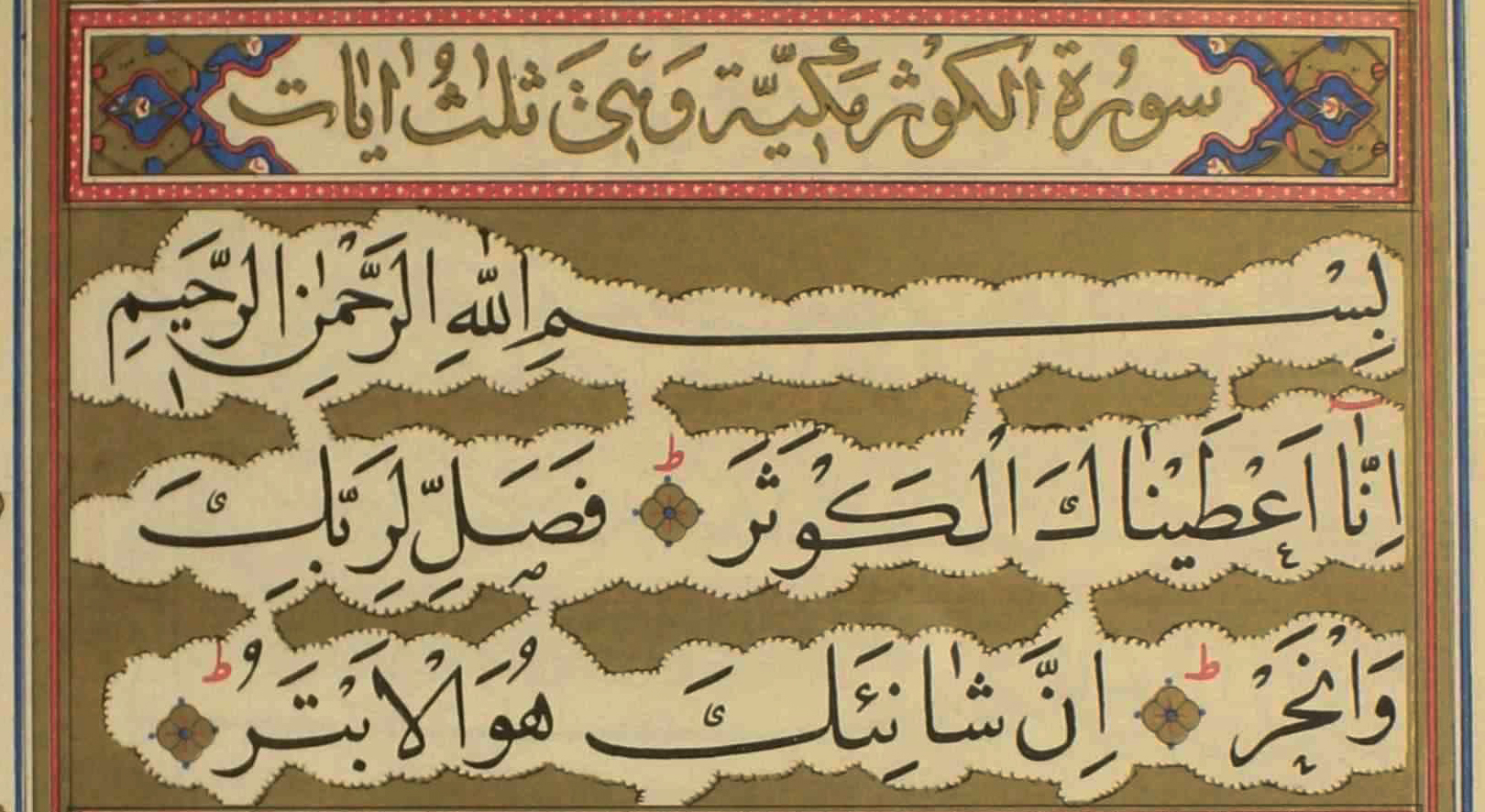
Kapitlet al-Kawthar på arabiska.

Al-Kawthar (arabiska: سورة الكوثر, “Det goda i överflöd”) är den etthundraåttonde suran (kapitlet) i Koranen med 3 ayat (verser). Den skall ha uppenbarat sig för profeten Muhammed under hans tid i Mekka.
Ett stort antal shiamuslimska lärda anser att ett av de tydligaste exemplen på ordet "kawthar" är profetens dotter Fatima Zahras lyckobringande existens, eftersom anledningen till uppenbarandet av versen indikerar på att fienderna anklagade profeten för att vara utan avkomma, eller utan några överlevande söner. Muhammed Bernström har översatt det arabiska ordet "abtar" till "utestängd", men abtar kan även betyda barnlös.
Nedan följer surans verser i översättning från arabiska till svenska av Mohammed Knut Bernström. Översättningen har erhållit officiellt godkännande från det anrika al-Azhar-universitetets islamiska forskningsinstitution.

## Det goda i överflöd
I Guds, den Nåderikes, den Barmhärtiges namn!
1. VI HAR sannerligen gett dig det goda i överflöd!
2. Be därför till din Herre och förrätta [ditt] offer!
3. Det är den som är full av hat mot dig, som är utestängd [från Guds nåd].